# Izoleucin N-monooksigenaza
Izoleucin monooksigenaza (EC 1.14.13.117, CYP79D3, CYP79D4) je enzim sa sistematskim imenom L-izoleucin,NADPH:kiseonik oksidoreduktaza (N-hidroksilacija). Ovaj enzim katalizuje sledeću hemijsku reakciju
-isoleucin + 2 O2 + 2 NADPH + 2 H+ {\displaystyle \rightleftharpoons } (E)-2-metilbutanal oksim + 2 + + 2 + 3H2O (sveukupna reakcija)
(1a) -isoleucin + O2 + + {\displaystyle \rightleftharpoons } -hidroksi--isoleucin + + +2O
(1b) -hidroksi--isoleucin + O2 + + {\displaystyle \rightleftharpoons } -dihidroksi--isoleucin + + +2O
(1c) -dihidroksi--isoleucin {\displaystyle \rightleftharpoons } (E)-2-metilbutanal oksim + 2 +2O (spontaneous)
Ovaj enzim je heme-tiolatni protein (P-450). On katalizuje dve sukcesive N-hidroksilacije L-izoleucina.

## Literatura
- Nicholas C. Price; Lewis Stevens (1999). Fundamentals of Enzymology: The Cell and Molecular Biology of Catalytic Proteins (Third изд.). USA: Oxford University Press. ISBN 019850229X.
- Eric J. Toone (2006). Advances in Enzymology and Related Areas of Molecular Biology, Protein Evolution (Volume 75 изд.). Wiley-Interscience. ISBN 0471205036.
- Branden C; Tooze J. Introduction to Protein Structure. New York, NY: Garland Publishing. ISBN 0-8153-2305-0.
- Irwin H. Segel. Enzyme Kinetics: Behavior and Analysis of Rapid Equilibrium and Steady-State Enzyme Systems (Book 44 изд.). Wiley Classics Library. ISBN 0471303097.

## Spoljašnje veze
- Isoleucine+N-monooxygenase на 